# العلاقات الدنماركية البليزية
العلاقات الدنماركية البليزية هي العلاقات الثنائية التي تجمع بين الدنمارك وبليز.

## مقارنة بين البلدين
هذه مقارنة عامة ومرجعية للدولتين:
| وجه المقارنة                                              | الدنمارك                                                     | بليز         |
| --------------------------------------------------------- | ------------------------------------------------------------ | ------------ |
| المساحة (كم2)                                             | 42.92 ألف                                                    | 22.97 ألف    |
| عدد السكان (نسمة)                                         | 5.79 مليون                                                   | 374.68 ألف   |
| الكثافة السكانية (ن./كم²)                                 | 134.9                                                        | 16.31        |
| العاصمة                                                   | كوبنهاغن                                                     | بلموبان      |
| اللغة الرسمية                                             | اللغة الدنماركية                                             | لغة إنجليزية |
| العملة                                                    | كرونة دنماركية                                               | دولار بليزي  |
| الناتج المحلي الإجمالي (بليون دولار)                      | 324.87 مليار                                                 | 1.84 مليار   |
| الناتج المحلي الإجمالي (تعادل القوة الشرائية) بليون دولار | 278.61 مليار                                                 | 3.05 مليار   |
| الناتج المحلي الإجمالي الاسمي للفرد دولار أمريكي          | 51.99 ألف                                                    | 4.88 ألف     |
| الناتج المحلي الإجمالي للفرد دولار أمريكي                 | 45.54 ألف                                                    | 8.42 ألف     |
| مؤشر التنمية البشرية                                      | 0.900                                                        | 0.715        |
| رمز المكالمات الدولي                                      | +45                                                          | +501         |
| رمز الإنترنت                                              | .dk                                                          | .bz          |
| المنطقة الزمنية                                           | توقيت وسط أوروبا، ت ع م+02:00، ت ع م+01:00، أوروبا/كوبنهاجن ‏ | 00           |

## منظمات دولية مشتركة
يشترك البلدان في عضوية مجموعة من المنظمات الدولية، منها:
| علم المنظمة | اسم المنظمة                        | تاريخ انضمام الدنمارك | تاريخ انضمام بليز |
| ----------- | ---------------------------------- | --------------------- | ----------------- |
|             | وكالة ضمان الاستثمار متعدد الأطراف | 12 أبريل 1988         | 29 يونيو 1992     |
|             | منظمة الشرطة الجنائية الدولية      | ?                     | ?                 |
|             | منظمة حظر الأسلحة الكيميائية       | ?                     | ?                 |
|             | منظمة التجارة العالمية             | 1995                  | ?                 |
|             | الفريق المعني برصد الأرض           | ?                     | ?                 |
|             | الأمم المتحدة                      | 24 أكتوبر 1945        | 25 سبتمبر 1981    |
|             | مؤسسة التمويل الدولية              | 20 يوليو 1956         | 19 مارس 1982      |
|             | يونسكو                             | 4 نوفمبر 1946         | 10 مايو 1982      |
|             | مؤسسة التنمية الدولية              | 30 نوفمبر 1960        | 19 مارس 1982      |
|             | البنك الدولي للإنشاء والتعمير      | 30 نوفمبر 1960        | 19 مارس 1982      |
|             | الاتحاد البريدي العالمي            | ?                     | ?                 |
|             | الاتحاد الدولي للاتصالات           | 1866                  | 16 ديسمبر 1981    |

## وصلات خارجية
- موقع وزارة الخارجية الدنماركية
- موقع وزارة الخارجية البليزية